# Вейверлі (Огайо)
Вейверлі (англ. Waverly) — місто (англ. city) в США, в окрузі Пайк штату Огайо. Населення — 4165 осіб (2020).

## Географія
Вейверлі розташоване за координатами 39°7′34″ пн. ш. 82°59′0″ зх. д. / 39.12611° пн. ш. 82.98333° зх. д. (39.126185, -82.983389).  За даними Бюро перепису населення США в 2010 році місто мало площу 11,03 км², з яких 10,88 км² — суходіл та 0,15 км² — водойми.

## Демографія
Згідно з переписом 2010 року, у місті мешкало 4408 осіб у 2035 домогосподарствах у складі 1142 родин. Густота населення становила 400 осіб/км².  Було 2290 помешкань (208/км²).
Расовий склад населення:
| - 96,2 % — білих - 1,0 % — чорних або афроамериканців - 0,4 % — азіатів - 0,3 % — корінних американців |

До двох чи більше рас належало 1,6 %. Частка іспаномовних становила 0,8 % від усіх жителів.
За віковим діапазоном населення розподілялося таким чином: 19,5 % — особи молодші 18 років, 52,7 % — особи у віці 18—64 років, 27,8 % — особи у віці 65 років та старші. Медіана віку мешканця становила 48,0 року. На 100 осіб жіночої статі у місті припадало 87,2 чоловіків;  на 100 жінок у віці від 18 років та старших — 80,4 чоловіків також старших 18 років.